# RORγ
RORγ（RAR-related orphan receptor gamma）は、ヒトではRORC遺伝子によってコードされているタンパク質である。RORγは核内受容体ファミリーに属する転写因子である。主に免疫細胞（Th17細胞）に発現しており、概日リズムの調節も行っている。また、特定種のがんのプログレッションに関与している可能性がある。

## 遺伝子発現
RORC遺伝子からは2種類のアイソフォームが産生されるが、これらはおそらく代替的プロモーターの選択によって生じているものである。
- RORγ（RORγ1とも呼ばれる） – エクソン1から11を含むmRNAから産生される。
- RORγt（RORγ2とも呼ばれる） – 最も5'末端側の2つのエクソンが下流に位置する代替的エクソンによって置き換えられている。その結果、N末端配列が異なった短いものとなる[7]。

### RORγ
RORγのmRNAは、胸腺、肺、肝臓、腎臓、褐色脂肪など多くの組織で発現している。RORγのmRNAは豊富に発現していることが確認されている一方で、RORγタンパク質を検出する試みは失敗に終わっており、RORγタンパク質が実際に発現しているのかどうかは明らかではない。このことと符合するように、RORγ-/-ノックアウトマウス（いずれのアイソフォームも発現しない）で観察される主要な表現型はRORγtの免疫系における機能と関連したものであり、RORγtアイソフォーム特異的ノックアウト時にははこれと同一の表現型が観察される。一方で、RORγtアイソフォームが微量発現している組織において観察される、RORγ-/-の概日リズムに関する表現型は機能的なRORγアイソフォームが発現していることを支持している。上述の研究でタンパク質が検出されなかった原因は、一部の組織ではこのアイソフォームの発現が概日周期によって大きく振動しているためであった可能性がある。RORγのmRNAはさまざまな末梢組織で発現しており、その発現が概日周期によって変動している組織（肝臓や腎臓など）と構成的に発現している組織（筋肉など）とがある。

### RORγt
RORγtはさまざまな免疫細胞に発現している。中でも、最も顕著なのは未成熟なCD4+/CD8+胸腺細胞、Th17細胞、3型自然リンパ球（ILC3）である。RORγtを欠くマウスは、ILC3のサブセットでありリンパ器官形成の重要な駆動因子であるリンパ組織誘導細胞（LTi）を欠くため、リンパ節やパイエル板が存在しない。乾癬や関節リウマチなどの自己免疫疾患の治療薬としてRORγt阻害薬の開発が進められている。

## 機能
RORγタンパク質はDNA結合型転写因子であり、NR1サブファミリーに属する核内受容体である。この核内受容体の特異的機能について十分な特性解析はなされていないが、マウスホモログ遺伝子に関する文献からいくつかの役割が浮上している。

### 概日リズム
RORγアイソフォームは概日リズムの調節に関与しているようである。このタンパク質はARNTL（BMAL1）遺伝子プロモーターに結合して発現の活性化を行う。BMAL1は生理的な概日リズムの形成に中心的役割を果たす転写因子である。また、RORγ濃度は一部の組織（肝臓、腎臓）では周期性を示すことから、細胞周期調節因子p21など、生物時計によって制御されているいくつかの遺伝子の発現に概日周期性を付与していることが提唱されている。逆に、腸管に位置するRORγt+ ILC3細胞は概日周期の制御下に置かれており、視交叉上核による光検知によって同調されている。BMAL1の枯渇が腸管ILC3細胞数の減少やRORγt依存的標的遺伝子の過剰活性化など、恒常性の破綻をもたらすことからも、時計装置によるRORγt制御の重要性が裏付けられる。このようにILC3自体が概日的に振動し、時計遺伝子が日周変動を示す一方で、中枢の時計が腸内のRORγt+ ILC3やどのようにシグナルを伝達しているのか、その正確な機構は不明である。

### 免疫調節
RORγtは、免疫系における機能が最もよく理解されている。この転写因子は胚におけるリンパ組織の形成、特にリンパ節やパイエル板の形成に必要不可欠であるものの、脾臓の形成には必要不可欠ではない。RORγtは胚においてリンパ組織形成を担う特定の免疫細胞（LTi細胞）に必要不可欠である。これらの細胞内では、レチノイン酸がRORC遺伝子の発現を誘導する。そのため、妊娠マウスの食餌からレチノイン酸の代謝源であるビタミンAを除去することで胚内でのLTi細胞への分化は低下し、成体へ成長した際にリンパ節は小さく、ウイルスの除去能力は低くなる。RORγtは胸腺リンパ球形成を調節する重要な役割も果たしており、胸腺細胞のアポトーシスを抑制して炎症促進性のTh17細胞への分化を促進する。アポトーシスの抑制とTh17細胞への分化の促進はそれぞれFasリガンド、IL-2の発現のダウンレギュレーションによって行われていると考えられている。
RORγtは胸腺内において炎症促進性の役割を果たしている一方で、結腸内の制御性T細胞亜集団でも発現しており、発現は共生微生物叢によって誘導されている。RORγtの活性の喪失は一般的に2型サイトカインの発現を高め、マウスのオキサゾロン誘発性大腸炎に対する脆弱性を高める一因となっている可能性がある。

### がん
RORγは膵がんにおいて特定のがん幹細胞集団（EpCAM+/MSI2+）に発現しており、腫瘍のステージやリンパ節浸潤との強い相関を示す。肺がん、乳がん、神経内分泌前立腺がんなど他の悪性腫瘍でもRORC遺伝子の増幅は観察されている。

## リガンド
コレステロール経路の中間体がRORγtを活性化することが示されている。さまざまなオキシステロールがRORγの活性化因子となるとの主張がなされているが、コレステロール中間体であるためその効力は低い。

### 薬物標的として
RORγ受容体アンタゴニストは炎症性疾患の治療への応用の可能性があり、いくつかの合成RORγ受容体アンタゴニストが開発されている。
一方、RORγアゴニストは免疫系の再編成によるがん治療への応用の可能性がある。 LYC-55716は経口投与可能なRORγ選択的アゴニストであり、固形腫瘍患者に対する臨床試験が行われている。